# Antoni Węglarczyk
Antoni Węglarczyk (ur. 18 stycznia 1907 w Hucie Laura, zm. 6 listopada 1939 we Lwowie) – polski lekkoatleta, specjalista rzutu młotem, wielokrotny mistrz i rekordzista Polski, działacz sportowy.
Urodził się w Hucie Laura, ob. część Siemianowic Śląskich. Od 1921 pracował w kopalni.
Był mistrzem Polski w rzucie młotem w 1936, 1937 i 1938, wicemistrzem  w 1939 oraz brązowym medalistą w 1935.
Czterokrotnie ustanawiał rekordy Polski w rzucie młotem, od  44,05 m (30 sierpnia 1936, Chorzów) do 50,48 m (9 października 1938, Chorzów). Był pierwszym polskim zawodnikiem, który rzucił młotem ponad 50 m. Jako pierwszy Polak stosował trzy obroty w kole.
W latach 1937–1938 wystąpił w czterech meczach reprezentacji Polski (4 starty), odnosząc 1 zwycięstwo indywidualne.
Rekordy życiowe:
- pchnięcie kulą – 12,76 m (15 maja 1938, Chorzów)
- rzut młotem – 50,58 m (21 sierpnia 1938, Katowice)

Był zawodnikiem klubów: Lurych Sokół Siemianowice (1922-1930), Sokół Chorzów (1931-1938) i Sokół Krywałd (1939).
Był działaczem Polskiego Towarzystwa Gimnastycznego "Sokół". Działał jako instruktor łucznictwa, boksu, lekkoatletyki i gier sportowych. Był mistrzem Śląska w podnoszeniu ciężarów. Wziął udział w igrzyskach olimpijskich w 1928 w Amsterdamie w drużynowych pokazach gimnastycznych i grze w palanta (były to dyscypliny pokazowe, poza oficjalnym programem igrzysk). Sprawował funkcję zastępcy naczelnika Gniaza Sokoła w Siemianowicach.
W kampanii wrześniowej walczył w składzie 73 pułku piechoty, Brał udział w walkach pod Wyrami 2 września. Ranny w obronie Lwowa 16 września zmarł w szpitalu 6 listopada 1939 roku. Pochowany we Lwowie.